# Supersypnoides curvilinea
Supersypnoides curvilinea är en fjärilsart som beskrevs av Moore 1867. Supersypnoides curvilinea ingår i släktet Supersypnoides och familjen nattflyn. Inga underarter finns listade i Catalogue of Life.